# 索妮雅·波爾頓
索妮雅·波爾頓（英語：Sonia Poulton）是英國記者和紀錄片製片人。
1987年到1997年間，波爾頓是一名音樂記者，為《Q》、《Muzik》、《星期日標準報》等報刊撰稿。至今她的報導範圍涵蓋了從社會政治到流行文化的各個領域，包括調查英國政壇當中的戀童癖者網絡。
她製作的紀錄片包括《Paedophiles in Parliament》（2018年）。

## 外部連結
- 官方网站 （英文）
- 索妮雅·波爾頓的X（前Twitter） （英文）
- 索妮雅·波爾頓在互联网电影资料库（IMDb）上的資料（英文）